# Donna Ann Welton

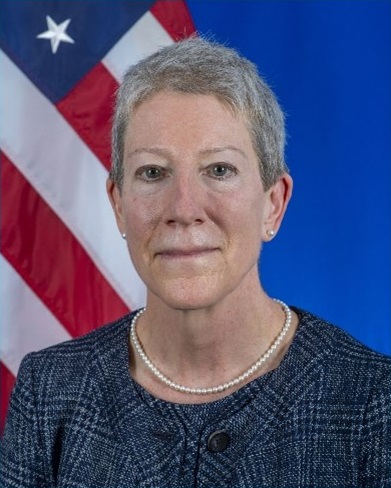
Donna Ann Welton (2024)

Donna Ann Welton ist eine US-amerikanische Diplomatin.

## Werdegang

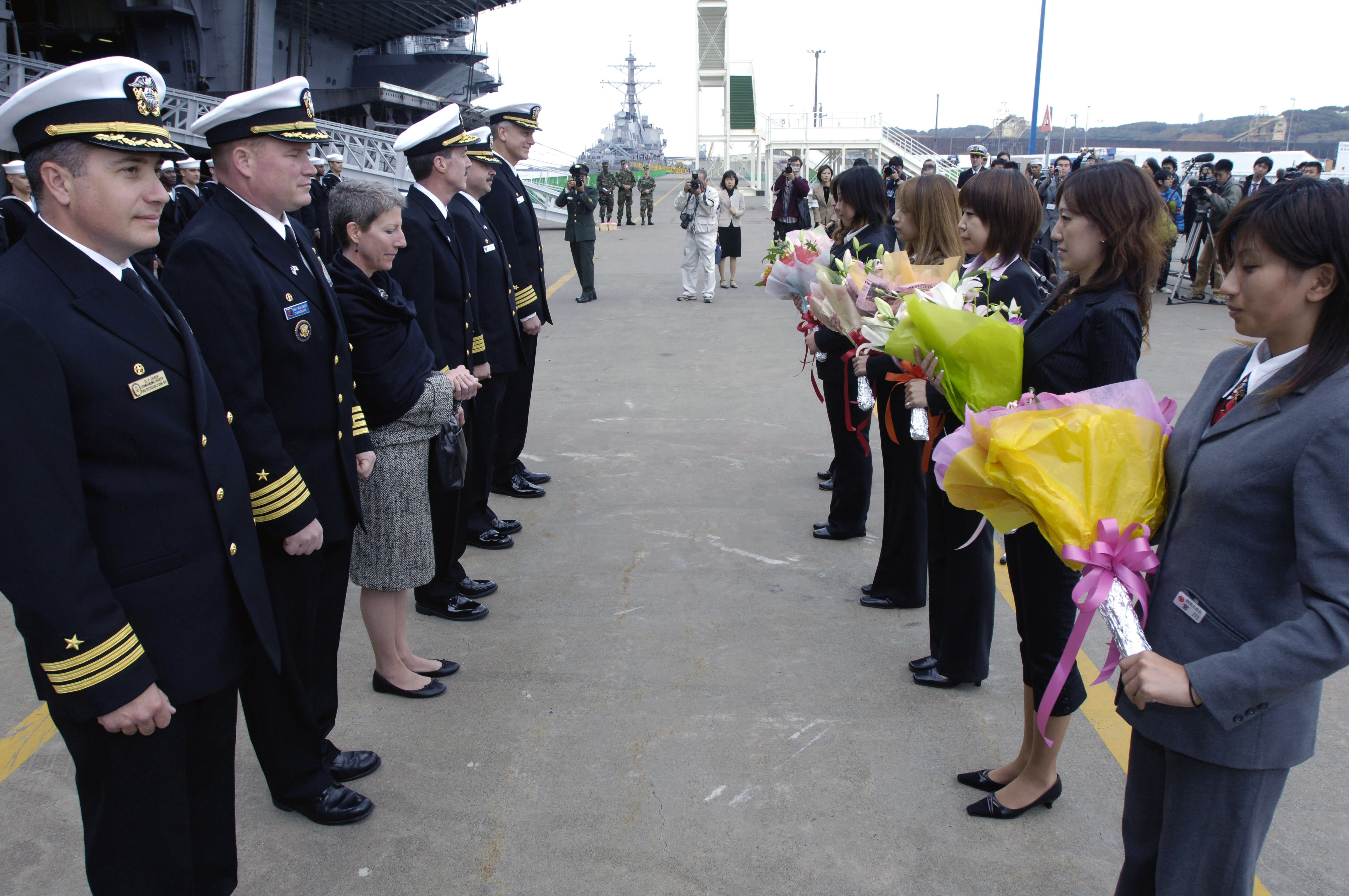
Welton als Generalkonsulin in Sapporo (2007)

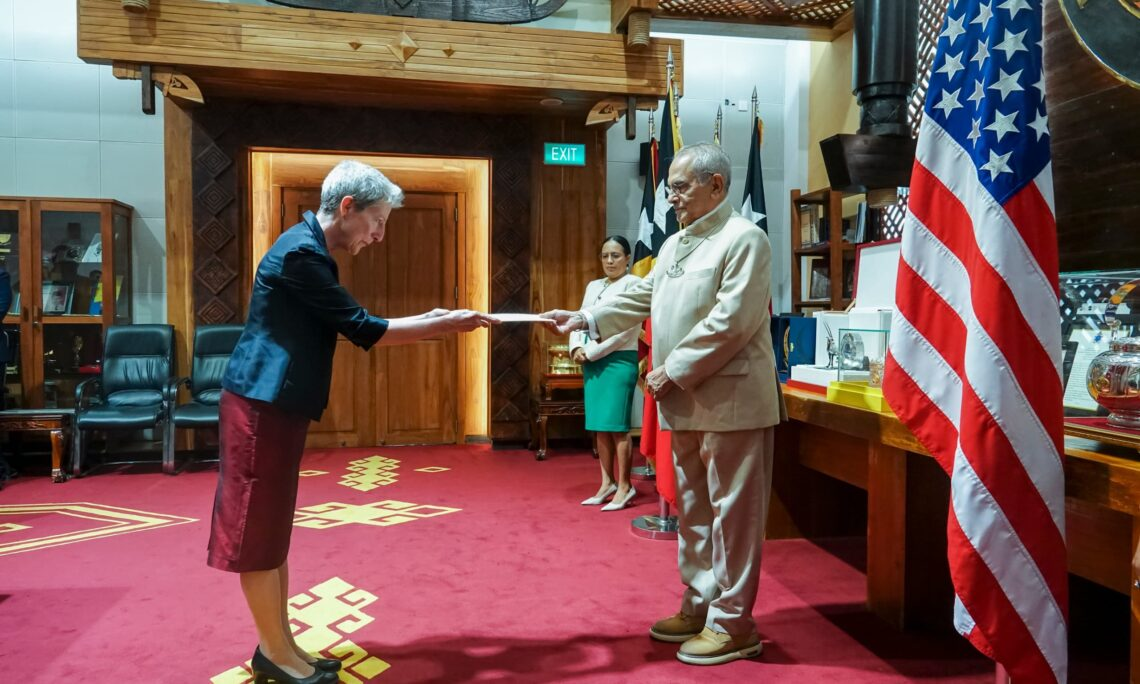
Welton übergibt ihre Akkreditierung an Osttimors Präsidenten José Ramos-Horta (2024)

Welton erhielt von der Yale University einen Bachelor-Abschluss.
1984 begann Welton ihre Arbeit für die United States Information Agency. Dreimal wurde sie nach Asien entsandt: Von 1984 bis 1986 als stellvertretende Kulturbeauftragte in Seoul (Südkorea), von 1986 bis 1988 als Leiterin des American Center in Daegu und schließlich als Direktorin des American Center in Fukuoka (Japan). 1992 ging sie wieder auf die Graduate School. Nach Abschluss ihrer Doktorarbeit an der Fakultät für asiatische Kunst und Archäologie in Princeton arbeitete sie als Kuratorin für japanische Kunst am Metropolitan Museum of Art und als Ausstellungskuratorin bei der American Federation of Arts in New York. Im Jahr 2000 kehrte Welton in den Auswärtigen Dienst zurück. Anschließend hatte sie leitende Positionen in Tokio, Nagoya, Washington und Jakarta inne sowie als Generalkonsulin in Sapporo.
Nach dem Master-Abschluss ihres Studiums der Strategischen Studien am Army War College wurde sie als Beraterin für öffentliche Angelegenheiten in Kabul eingesetzt und arbeitete anschließend ein Jahr lang als stellvertretende Direktorin für Kommunikation und öffentliche Angelegenheiten bei der US-Mission bei den Vereinten Nationen. Im Juni 2013 kehrte Welton als Gesandte-Botschaftsrätin (Minister-Counsellor) für politische Angelegenheiten nach Japan zurück. Hier blieb sie bis August 2015.
Eine kurze Zeit arbeitete Welton im Verteidigungsministerium als kommissarische Direktorin für Südostasien im Büro des Verteidigungsministers. Es folgte für drei Jahre das Amt der stellvertretenden Missionschefin an der US-Botschaft in Helsinki, wo sie 18 Monate lang Geschäftsträgerin (Chargé d’Affaires) war. Danach war Welton stellvertretende Missionschefin in Kabul und stellvertretende Staatssekretärin für Programme und Operationen im Büro für politisch-militärische Angelegenheiten und im Office of Security Negotiations and Agreements (PM/SNA) als Verhandlungsführerin für bilaterale Verteidigungsabkommen tätig, die Zugang, Statusschutz und Lastenteilung beinhalten.
Am 7. Mai 2024 wurde Welton vom US-Kongress als neue Botschafterin der Vereinigten Staaten in Osttimor bestätigt. Ihre Akkreditierung übergab sie am 16. Juli 2024 an Osttimors Präsidenten José Ramos-Horta.

## Sonstiges
Welton spricht fließend Japanisch und außerdem Koreanisch, Indonesisch, Deutsch, ein wenig Dari und Finnisch.